# Przymiotno kanadyjskie
Przymiotno kanadyjskie, konyza kanadyjska (Erigeron canadensis L.) – gatunek rośliny z rodziny astrowatych. W drugiej połowie XX wieku klasyfikowany zwykle do rodzaju konyza jako Conyza canadensis, ale po odkryciu zagnieżdżenia tego rodzaju w obrębie Erigeron na przełomie XX i XXI wieku, ponownie włączany do rodzaju przymiotno.

## Zasięg występowania
Pochodzi z Ameryki Północnej i Południowej, ale rozprzestrzeniony został w innych rejonach świata. Obecnie jest gatunkiem kosmopolitycznym, poza Antarktydą występującym na wszystkich kontynentach  i wielu wyspach. W Polsce pojawił się w I połowie XVIII w. w wyniku nieświadomego zawleczenia i jest obecnie rośliną bardzo pospolitą. Na początku XXI w. szacowano, że jest najczęściej spotykaną w Polsce rośliną obcego pochodzenia. Status gatunku we florze Polski: epekofit.

## Morfologia
ŁodygaPojedyncza lub silnie rozgałęziona, z gałązkami skośnie wzniesionymi ku górze, o wysokości od 5 do 100 cm, pokryta zwykle dość rzadkimi, odstającymi i szczeciniastymi włoskami koloru białawego o różnej długości (do 2 mm).
LiścieUlistnienie skrętoległe. Liście lancetowate lub równowąskolancetowate, nagie lub z rzadka szorstko owłosione, poza tym orzęsione wzdłuż brzegu. Dolne liście mają brzegi odlegle ząbkowano-piłkowane, górne są całobrzegie.
KwiatyKoszyczki małe, zebrane w rozbudowany, wiechowaty kwiatostan złożony. W jednym koszyczku 25–45 kwiatów. Okrywa koszyczka naga lub z przylegającymi, krótkimi i nielicznymi włoskami, o długości 3,5 do 6 mm oraz średnicy od 2,2 do 4 mm. Listki okrywy wąskolancetowate, zielone w środkowej części, błoniasto obrzeżone. Kwiaty brzeżne języczkowate, słupkowe, białawe, dłuższe od listków okrywy o 0,5–1 mm. Środkowe kwiaty w koszyczku obupłciowe, także białawe, o koronie walcowatej.
OwoceNiełupki o długości około 1,5 mm z dwukrotnie dłuższym puchem kielichowym (do 3 mm), nie dłuższym od listków okrywy koszyczka. Puch kielichowy 1-szeregowy, złożony z licznych, nierozgałęzionych włosków koloru białego.

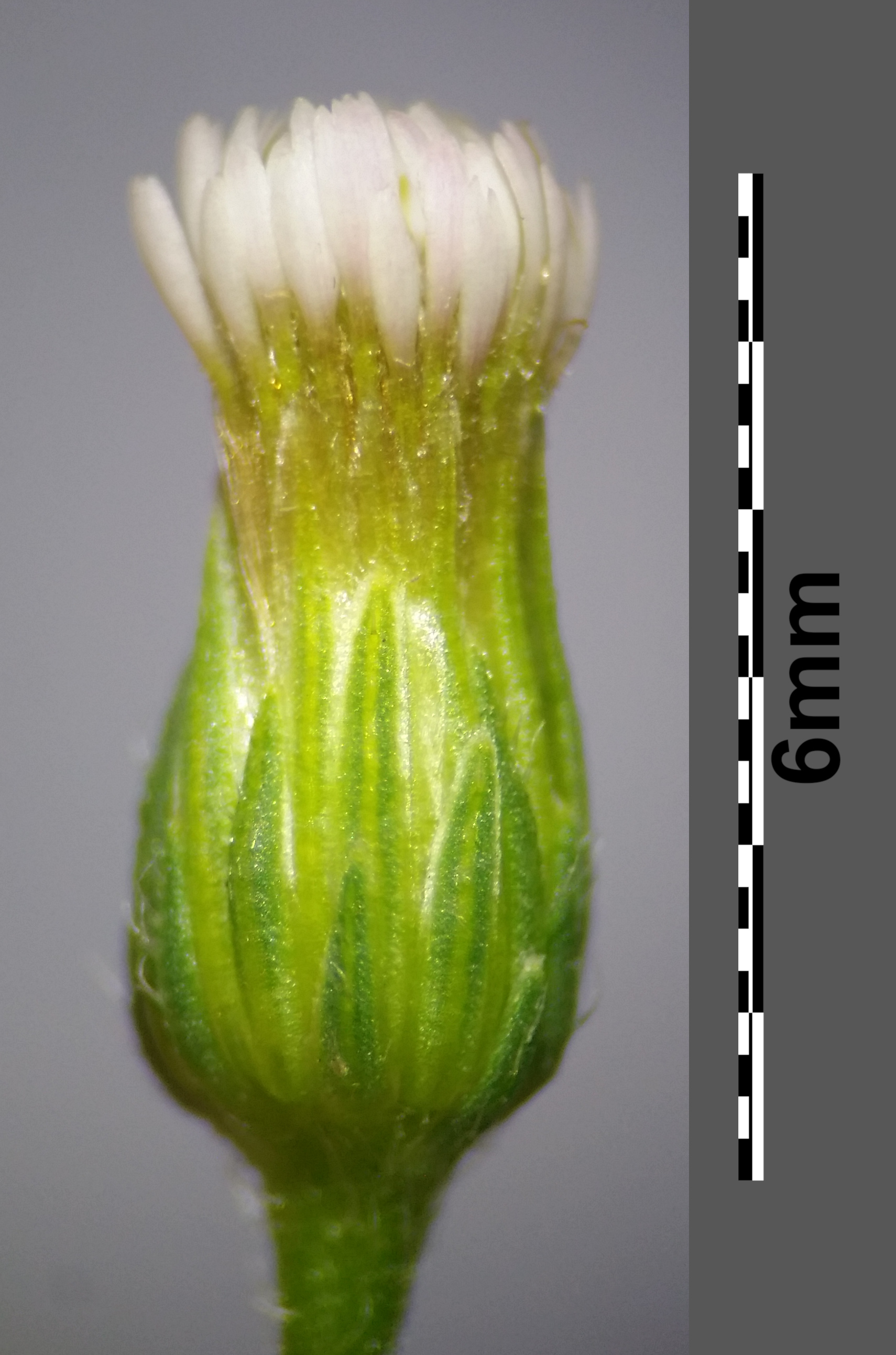
Koszyczek
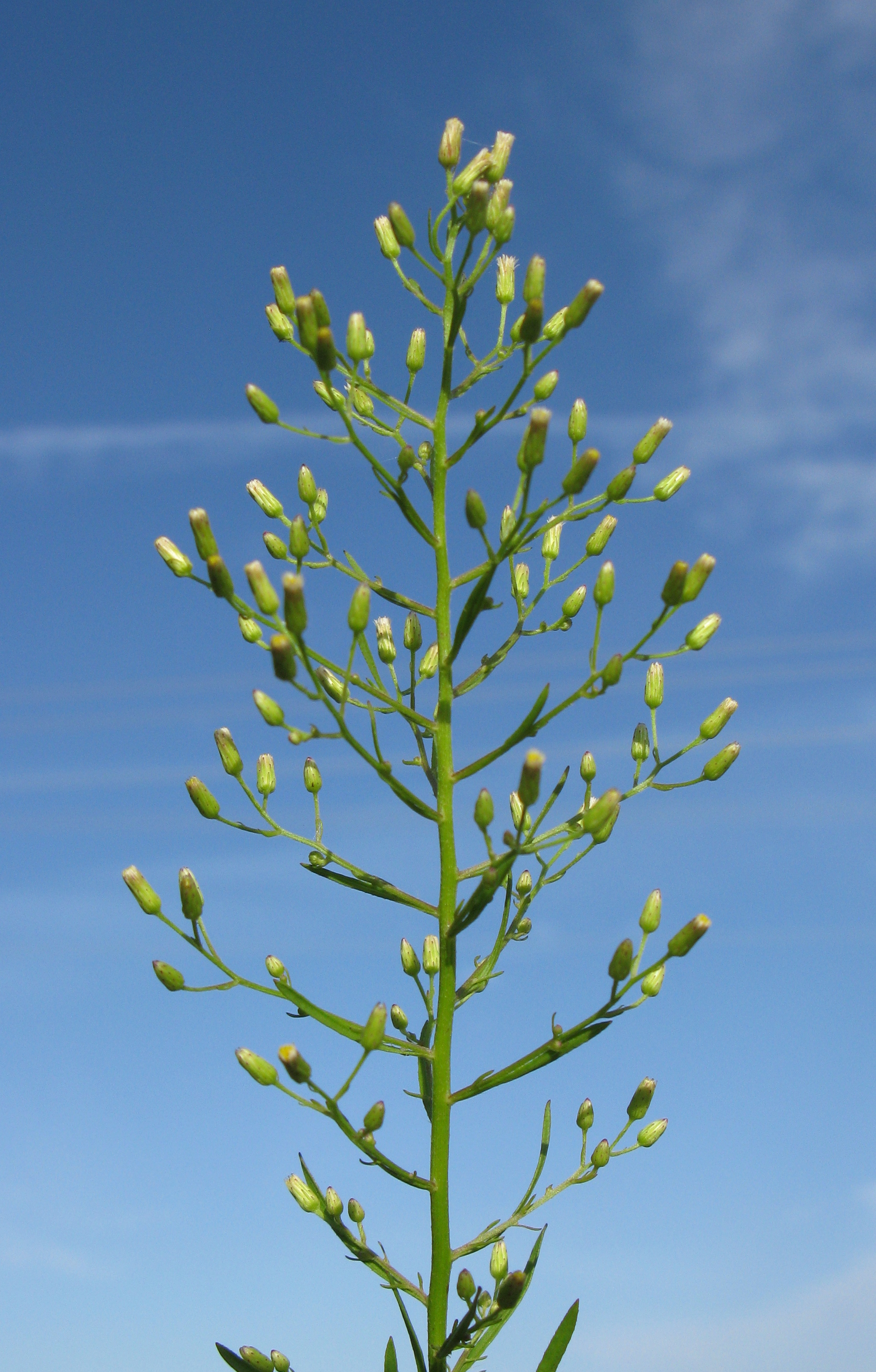
Kwiatostan
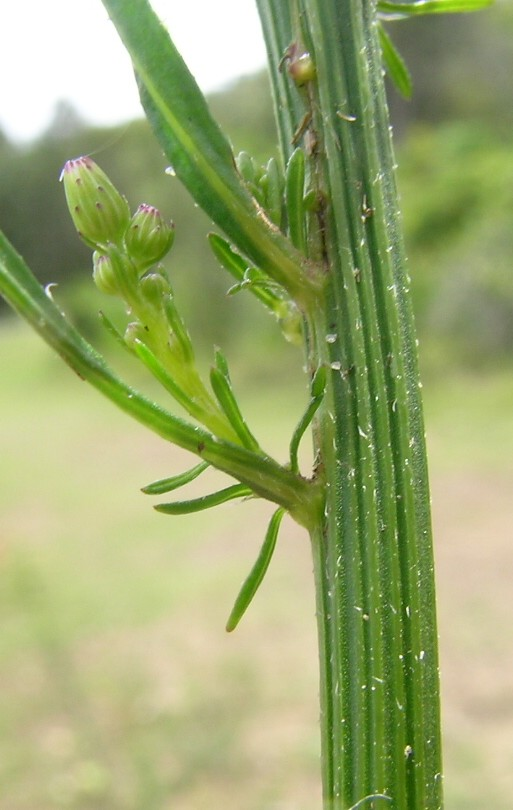
Łodyga
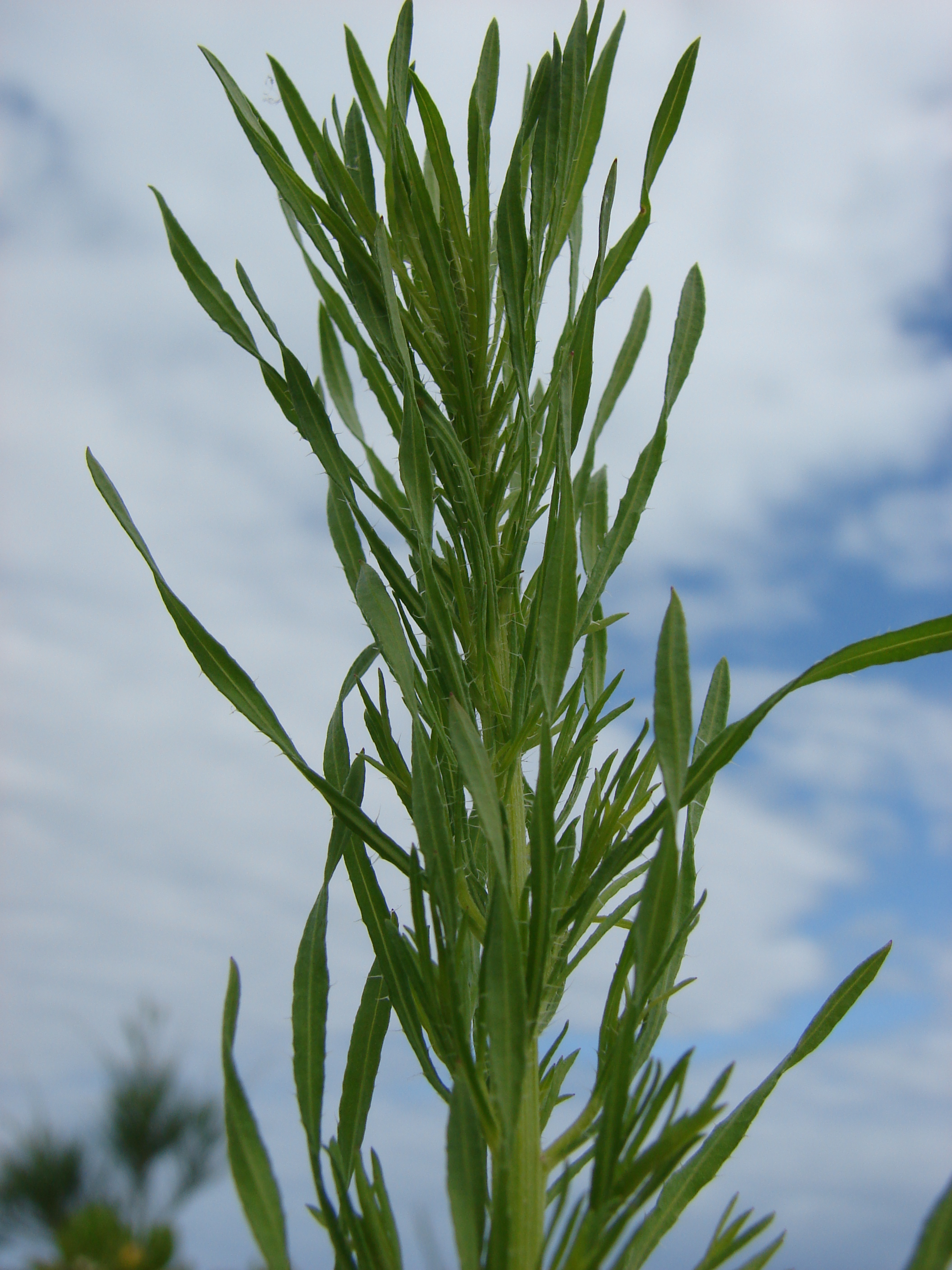
Pęd

Gatunki podobneW Środkowej Europie rzadko i przejściowo bywają zawlekane dwa podobne gatunki – przymiotno argentyńskie Erigeron bonariensis i przymiotno sumatrzańskie Erigeron sumatrensis. Przymiotno argentyńskie bywa bardzo okazałe (nawet do 2,5 m wysokości), z bocznymi gałązkami często dłuższymi od głównej osi pędu; jest silnie owłosione, w tym z kosmato owłosionymi listkami okrywy; koszyczki ma większe – z okrywą ponad 4 mm długości, ale z krótszymi kwiatami języczkowymi (do 0,5 mm długości). Przymiotno sumatrzańskie ma podobnie jak kanadyjskie boczne gałęzie krótsze od głównej osi pędu, ma też podobnie niewielkie koszyczki, ale są one, podobnie jak łodyga, wyraźnie, gęsto owłosione.

## Biologia i ekologia
- Rozwój: Roślina jednoroczna. Kwitnie od czerwca do października[8]. Jest rozsiewana przez wiatr. Jedna roślina może wytworzyć nawet ponad 100 tysięcy nasion[14].
- Siedlisko: Rośnie głównie na siedliskach ruderalnych i jako chwast w uprawach: na piaszczystych ugorach, miedzach, na przydrożach, nasypach kolejowych, murach, itp.[7], poza tym także na siedliskach półnaturalnych, na żwirowiskach[8], w suchych murawach[10].
- W klasyfikacji zbiorowisk roślinnych gatunek wyróżniający dla związku zespołów Sisymbrion[15].
- Genetyka i zmienność: Liczba chromosomów 2n= 18. Tworzy mieszańce z przymiotnem ostrym[10].

Korelacje międzygatunkowePasożytuje na nim grzyb Podosphaera fusca wywołujący mączniaka prawdziwego, grzybopodobny lęgniowiec Basidiophora entospora wywołujący mączniaka rzekomego, żerują larwy chrząszcza Olibrus corticalis i pluskwiak smukleniec komarnicowaty Neides tipularius.

## Zastosowanie
- Ziele Herba Erigerontis canadensis zawierające flawonoidy i olejki eteryczne wykorzystywane jest do produkcji perfum[9].
- Z ziela przymiotna produkowane są tabletki przeciwkrwotoczne Hemorigen[17].